# Kimika Forbes
Kimika Forbes (28 de agosto de 1990) es una licenciada en educación primaria y futbolista profesional. Ha sido internacional con la Selección de Trinidad y Tobago en más de 30 partidos. Actualmente juega para Millonarios de Colombia.

## Clubes
| Club                          | País           | Año             |         |
| Amateur                       | Amateur        | Amateur         | Amateur |
| ----------------------------- | -------------- | --------------- | ------- |
| Monroe Community College      | Estados Unidos | 2010 - 2012     |         |
| University of Manie Fort Kent | Estados Unidos | 2013 - 2015     |         |
| Profesional                   |                |                 |         |
| FC Ulindi                     | Estados Unidos | 2016            |         |
| Sportivo Limpeño              | Paraguay       | 2016            |         |
| Santa Fe                      | Colombia       | 2017 - 2018     |         |
| Millonarios                   | Colombia       | 2019 - presente |         |

## Palmarés
| Título            | Club             | País     | Año  |
| ----------------- | ---------------- | -------- | ---- |
| Primera División  | Sportivo Limpeño | Paraguay | 2016 |
| Copa Libertadores | Sportivo Limpeño | Paraguay | 2016 |
| Primera División  | Santa Fe         | Colombia | 2017 |